# Espérance Football Club de Bouaké
Maillots
L'Espérance Bouaké  est un club ivoirien de football basé à Bouaké.

## Histoire
L’Espérance Football Club de Bouaké (EFCB) a été fondé en janvier 2006 par Lamine Diabaté. Le club a fait sa première apparition en Division Régionale en 2007 en se classant 3e au classement final. En 2010 le club accède à la 3e division du championnat national de Côte d'Ivoire. Il est actuellement classé 1er au championnat de 3e division (saison 2011-2012).